# Jungermannia longifolia
Jungermannia longifolia là một loài rêu tản trong họ Jungermanniaceae. Loài này được (Schiffner) Stephani miêu tả khoa học lần đầu tiên năm 1901.